# Keep Me Singing
Keep Me Singing es el trigésimo sexto álbum de estudio del músico norirlandés Van Morrison, publicado por la compañía discográfica Caroline Records el 30 de septiembre de 2016. El álbum, el primero de estudio con material nuevo desde Born to Sing: No Plan B, incluye doce temas originales y una versión del clásico del blues «Share Your Love With Me». Además, la canción «Every Time I See a River» cuenta con la colaboración de Don Black. Su lanzamiento fue precedido por la publicación del sencillo «Too Late» el 18 de agosto.
Tras su lanzamiento, Keep Me Singing obtuvo en general buenas reseñas de la prensa musical, con un promedio de 76 sobre 100 en la web Metacritic. Además, desde el punto de vista comercial, debutó en el puesto cuatro de la lista británica UK Albums Chart, la mejor posición para un álbum de Morrison desde Magic Time. Además, alcanzó el puesto nueve en la lista estadounidense Billboard 200, con 25 000 unidades vendidas en su primera semana a la venta.

## Lista de canciones
Todas las canciones escritas y compuestas por Van Morrison excepto donde se anota. 
| N.º | Título                               | Escritor(es)                  | Duración |  |
| 1.  | «Let It Rhyme»                       |                               | 3:54     |  |
| 2.  | «Every Time I See A River»           | Don Black, Van Morrison       | 4:43     |  |
| 3.  | «Keep Me Singing»                    |                               | 3:39     |  |
| 4.  | «Out In The Cold Again»              |                               | 7:06     |  |
| 5.  | «Memory Lane»                        |                               | 4:08     |  |
| 6.  | «The Pen Is Mightier Than The Sword» |                               | 3:51     |  |
| 7.  | «Holy Guardian Angel»                |                               | 6:18     |  |
| 8.  | «Share Your Love With Me»            | Alfred Braggs, Deadric Malone | 4:11     |  |
| 9.  | «In Tiburon»                         |                               | 5:18     |  |
| 10. | «Look Beyond The Hill»               |                               | 2:28     |  |
| 11. | «Going Down To Bangor»               |                               | 5:18     |  |
| 12. | «Too Late»                           |                               | 2:48     |  |
| 13. | «Caledonia Swing»                    |                               | 2:54     |  |

## Posición en listas
| Lista (2016)                       | Posición |
| ---------------------------------- | -------- |
| Alemania (Media Control Charts)    | 6        |
| Australia (ARIA)                   | 11       |
| Austria (Ö3 Austria)               | 4        |
| Bélgica (Ultratop flamenca)        | 7        |
| Bélgica (Ultratop valona)          | 42       |
| Canadá (Billboard Canadian Albums) | 18       |
| España (PROMUSICAE)                | 5        |
| Estados Unidos (Billboard 200)     | 9        |
| Países Bajos (Album Top 100)       | 7        |
| Francia (SNEP)                     | 141      |
| Irlanda (IRMA)                     | 28       |
| Italia (FIMI)                      | 14       |
| Nueva Zelanda (Recorded Music NZ)  | 5        |
| Noruega (VG-lista)                 | 20       |
| Portugal (AFP)                     | 39       |
| Reino Unido (UK Albums Chart)      | 4        |
| Suecia (Sverigetopplistan)         | 19       |
| Suiza (Schweizer Hitparade)        | 12       |